# James Rector
John Alcorn (James) Rector (Hot Springs, 22 juni 1884 - aldaar, 10 maart 1949) was een Amerikaanse atleet. Hij was de eerste Olympiër uit Arkansas.
Rector won op de Olympische Spelen van 1908 een zilveren medaille op de 100 m. Eerder had hij in zijn serie het olympisch record op 10,8 gesteld en dit vervolgens in de halve finale geëvenaard. Deze tijd werd in de finale door de Zuid-Afrikaan Reginald Walker eveneens geëvenaard, die hiermee kampioen werd en Rector achter zich liet.
James Rector was kleinzoon van Henrey Messey Rector, een generaal van de Amerikaanse Burgeroorlog.

## Palmares

### 100 m
- 1908:  OS - 10,9 s[1] (in serie + ½ fin. 10,8 s = OR)

- Bibliothèque nationale de France: cb16952152k (data)
- International Standard Name Identifier: 0000 0004 5100 5143
- Virtual International Authority File: 316738339